# Шайбе, Рихард
Рихард Шайбе (нем. Richard Scheibe, 19 апреля 1879, Хемниц — 6 октября 1964, Берлин) — немецкий скульптор.

## Биография
Рихард Шайбе родился в семье саксонского офицера Альберта Бруно Шайбе и его супруги Исидоры, которая происходила из богатой семьи. В семье было пять детей — старшие Альберт и Дора и младшие близнецы Карл и Фриц.

Одна из работ скульптора на немецкой почтовой марке

Рихард рос в Дебельне и Лейпциге, посещал гимназию в Дрездене. В 1894 году брал частные уроки рисования у Рихарда Мюллера, в будущем известного графика, который тогда был ещё студентом.
В 1896—1899 гг. Шайбе изучал живопись в Художественной академии в Дрездене. В 1899—1900 гг. он продолжил изучать живопись в Мюнхене в частных школах, а затем отправился на два года в Италию, чтобы углубить своё художественное образование. В Риме он познакомился с Георгом Кольбе. Эта дружба сохранилась на всю жизнь.
В 1901—1902 гг. служил в армии, в 1902—1903 гг. жил в Дрездене, в 1904 году переехал в Берлин. В 1906—1907 гг. постепенно перешел от живописи к скульптуре. Познакомился со скульптором Герхардом Марксом, архитектором Вальтером Гропиусом и художником Максом Пехштейном. Жил очень обособленно. Практически все ранние живописные работы утрачены. Центральной темой первого этапа творчества Шайбе в области скульптуры был мир животных. Он также выполнил ряд портретных бюстов. В его работах прослеживалась стилистическая близость к Георгу Кольбе и представителям французской скульптуры — Огюсту Родену и Аристиду Майолю.
В 1909 году Шайбе впервые участвовал в выставке художественного объединения «Берлинский сецессион». В 1914 году он стал членом Свободного сецессиона. Почти все его скульптуры довоенного периода утеряны.
С началом Первой мировой войны был призван в армию. Служил на Восточном фронте, прежде всего в Восточной Пруссии. В 1914 году был награждён Железным крестом II степени. В 1915 году произведен в лейтенанты. В 1917 году в Дрезденской галерее Рихтер состоялась выставка его работ.
В 1918 году Шайбе познакомился с художником Карлом Шмидтом-Роттлуффом. В этот период он выставлялся вместе с Георгом Кольбе, и критики в основном подчеркивали сходство их работ.
В 1924 году Петер Беренс, архитектор ИГ Фарбениндустри АГ во Франкфурте-на-Майне, предложил Шайбе в качестве оформителя выставочного павильона. Шайбе создал мемориал погибшим в Первую мировую войну.
В 1925 году в качестве профессора возглавил Штеделевский художественный институт во Франкфурте-на-Майне.
В 1926 году в годовщину смерти Фридриха Эберта город Франкфурт-на-Майне заказал ему памятник первому президенту Веймарской республики. Памятник, представляющий собой бронзовую фигуру нагого юноши, был установлен на наружной стене Церкви Святого Павла.
В 1933 году после прихода к власти национал-социалистов памятник Эберту был демонтирован, а Шайбе уволен из института.
В 1934 году за травлей последовала реабилитация. Шайбе вернули в институт и в том же году перевели в Высшую школу изобразительных искусств в Берлине, в которой он оставался до 1945 года.
В 1936 году стал членом Прусской академии искусств. ИГ Фарбен установило в выставочном павильоне ещё одну скульптуру Шайбе — «Освобождение», посвященную возвращению Саара в состав Германии после плебисцита 13 января 1935 года.
В 1937 году получил звание профессора. Выполнил двухметровую бронзовую фигуру нагого коленопреклоненного воина в каске и с мечом для мемориала павших в Первую мировую войну жителей Хехста и Нида, Франкфурт-на-Майне. Мемориал был демонтирован в 1965 году.
Работы Шайбе постоянно выставлялись на ежегодной художественной выставке в Доме немецкого искусства в Мюнхене.
В 1944 году по случаю 65-летия он был удостоен медали имени Гёте в области искусства и науки. В августе 1944 года Гитлер включил его в специальный «список наделенных божественным даром», освобождавший от призыва на фронт.
В 1946 году Шайбе выполнил ряд женских фигур — «Восходящая», «Спящая девочка», «Сидящая на корточках», «Лежащая», «Флора».
В 1950 году стал почетным доктором Свободного университета в Западном Берлине. Выполнил второй вариант памятника Фридриху Эберту, который был установлен на прежнем месте.
В 1953 году создал мемориальный памятник жертвам 20 июля 1944 года, поставленный во дворе «Бендлерблока» в Берлине.
Умер 6 октября 1964 года в Берлине и был похоронен на кладбище Альт-Шмаргендорф в берлинском районе Шмаргендорф.